# جان کری (اسکیت‌باز نمایشی)
جان کری (انگلیسی: John Curry؛ ۹ سپتامبر ۱۹۴۹ – ۱۵ آوریل ۱۹۹۴) اسکیت‌باز نمایشی اهل بریتانیا بود.
از افتخارات وی میتوان به کسب مدال مدال طلا اسکیت نمایشی انفرادی در  بازی‌های المپیک زمستانی ۱۹۷۶ اشاره کرد.